# Dinágat
Dinágat es un municipio filipino de quinta categoría, situado en la isla de Dinágat adyacente a la de Mindanao en su costa nordeste. Forma parte de la provincia de Islas Dinágat situada en la región administrativa de Caraga. Para las elecciones está encuadrado en el Único Distrito Electoral.

## Geografía
Municipio situado 120 km al norte de la ciudad de Butuan, capital de la región y 7 km al suroeste de la capital provincial. En la isla de Dinagat comprendiendo además dos pequeños islotes: Calibán del este y Cabilán del Oeste, situados al sir de isla Capiquián (Lingig) bario de Catadmán.
Su término linda al norte con el municipio de San José; al sur con el de Dinagat; al este con el municipio de Cagdayánao; y al oeste con el estrecho de Surigao, bahía de Aguasán, donde se encuentran varias islas pertenecientes al municipio de Basilisa.

### Comunicaciones
Un barco procedente de la ciudad de Surigao se detiene en los dos muelles de la isla, Tubajón en el norte y Cagdayánao en el sur. La duración del trayecto es 30 a 45 minutos. Desde cualquiera de los dos podemos acceder por la carretera que comunica Cagdayánao con Santiago, barrio de Loreto, al centro de la isla donde se encuentra Dinagat, 7 km al norte de Cagdayánao.

### Barangayes
El municipio de Dinágat se divide, a los efectos administrativos, en 12 barangayes o barrios, conforme a la siguiente relación:
| - Bagumbayan - Cab-ilan - Cabayawan | - Cayetano - Escolta (Población) - Gómez | - Justiniana Edera - Magsaysay - Mauswagón (Población) | - Nuevo Mabúhay - Wadas - Playa Blanca (Población) |

### Demografía
A mediados del siglo XIX, año de 1845, contaba con una población de 1210 almas,

"...DINAGAD ó DINAGAT; pueblo, que forma jurisd. civil y ecl. con los de Surigao, Jaganaan, Placer, Bacnag, Gigaquit y Nonoc en la isla de Mindanao, prov, de Caraga, dióc. de Cebú:..."
Buzeta y Bravo, Tomo II, página DIN 18 DIN

## Economía
"...Sus naturales se dedican á la extracción de oro de una mina, que existe en la isla, la que aunque produce poco es metal de escelente calidad; también se dedican los hab. de este
anejo á la pesca, y al beneficio de sus productos
naturales,..."
Buzeta y Bravo, Tomo II, página DIN 18 DIN

## Historia
El actual territorio de las Islas de Dinágat fue parte de la provincia de Caraga durante la mayor parte del Imperio español en Asia y Oceanía (1520-1898).
Así, a principios del siglo XX la isla de Mindanao se hallaba dividida en siete distritos o provincias.
El Distrito 3º de Surigao, llamado hasta 1858 provincia de Caraga, tenía por capital el pueblo de Surigao e incluía la Comandancia de Butuan.
Uno de sus pueblos era Dinágat de 6,228 almas, con las visitas de Nonoc, isla en el municipio de Surigao; Loreto; Libjó; Cagdayánao; y Melgar, en el municipio de Basilisa.

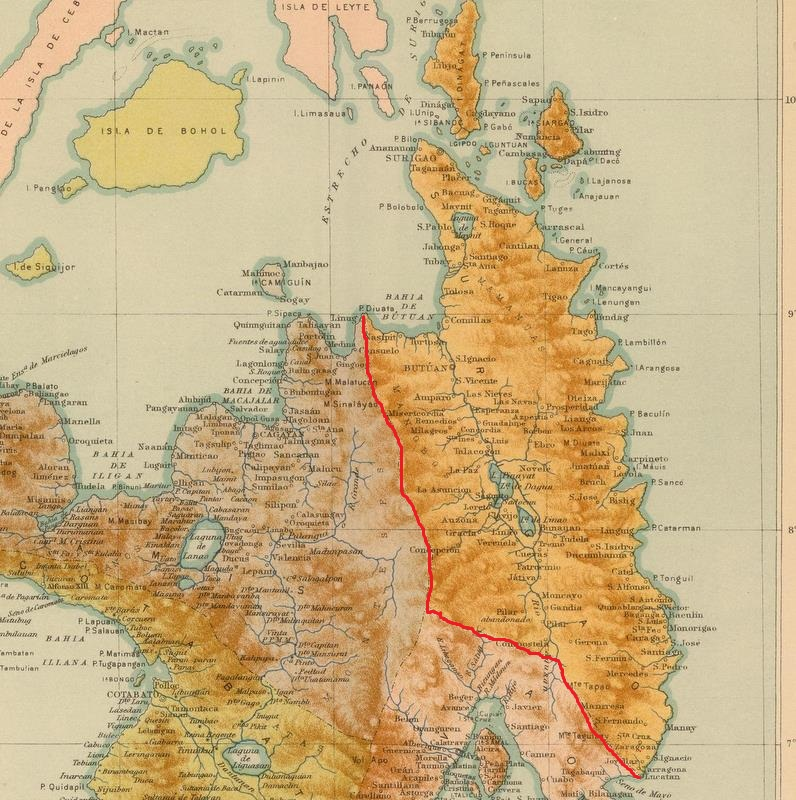
Provincia de Surigao en 1899.

### Ocupación estadounidense
Durante la ocupación estadounidense de Filipinas fue creada la provincia de Surigao. El gobierno civil quedó establecido el 15 de mayo de 1901 en su capital Surigao. Incluía la subprovincia de Butuan, antes comandancia político militar.
En 1904 muchos municipios se convirtieron en barrios de modo que esta provincia retuvo sólo el de Loreto, pasando Dinágat a convertirse en un barrio de este municipio.
Cuando en 1911 fue creada la provincia de Agusán, Butuán se separa de Surigao para pasar a formar parte de la nueva provincia.
El 31 de diciembre de 1916, una vez pacificado el archipiélago se organiza territorialmente sobre la base de 36 provincias ordinarias, entre las cuales se encontraba la provincia de Surigao Dinágat era uno de sus 9 municipios.
Según el censo de 1918 esta provincia tenía una extensión superficial de 7483 km², la poblaban 122.022 almas que habitaban en 14 municipios con 146 barrios, siendo Dinágat uno de sus 14 municipios.

### Independencia
El 18 de septiembre de 1960 la provincia de Surigao fue dividida en dos: Surigao del Norte y Surigao del Sur.
Las nueva provincia de Islas Dinagat fue creada el 2 de diciembre de 2006.
Hasta entonces formaba parte de la provincia de Surigao del Norte.
En el año 1989 fue modificado su término, creándose el nuevo municipio de San José con los siguientes doce barangays: San José, Matingbe, Aurelio, Jacquez, San Juan, Mahayahay, Don Rubén, Justiniana Edera, Santa Cruz, Cuarinta, Wilson y La Luna.
El nuevo municipio recibe su nombre en honor de su pionero José Ecleo, padre del que fuera alcalde Ruben Edera Ecleo Sr.